# Wspólnota Rodzimowierców „Watra”
Wspólnota Rodzimowierców „Watra” – wspólnota religijna powstała w 2009 roku we Wrocławiu i skupiająca rodzimowierców z obszaru Dolnego Śląska, posiadająca osobowość prawną jako fundacja zarejestrowana w 2013 pod nazwą Fundacja na rzecz Kultury Słowiańskiej „Watra”. Prezesem fundacji, liderem i jednym z żerców wspólnoty oraz ich założycielem jest Rafał Merski.

## Działalność

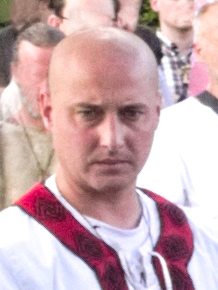
Rafał Merski (2019)

Głównym obszarem działania Wspólnoty Rodzimowierców „Watra” jest organizacja obchodów świąt rodzimowierczych. „Watra” udziela też ślubów w obrządku słowiańskim (swaćby). Poza tym zajmuje się również m.in. wydawaniem pionierskich książek o tematyce rodzimowierczej i zadrużnej jako wydawnictwo „Watra”, w tym również tłumaczeń z i na obce języki, organizowaniem wykładów i warsztatów dotyczących historii oraz kultury Słowian, a także konferencji naukowych czy też rodzimowierczych, m.in. na Uniwersytecie Wrocławskim. Jest jedną z organizacji, które powołały Konfederację Rodzimowierczą.
W 2016 roku Watra rozpoczęła zbiórkę na budowę we Wrocławiu pierwszego w Polsce od czasów średniowiecza słowiańskiego chramu i centrum kultury słowiańskiej.
W czerwcu 2017 roku, w trakcie trwających obchodów święta Stado, „Watra” wspólnie z innymi, niezrzeszonymi wcześniej grupami, powołała do życia nowy związek wyznaniowy o nazwie Związek Wyznaniowy Rodzimowierców Polskich „Ród”.